# Мирове (Куп'янський район)
Мирове (до 2025 — Московка) — село в Україні, у Куп'янському районі Харківської області. Входить до складу Кіндрашівської сільської громади. Населення становить 534 осіб.

## Географія
Село Мирове знаходиться на правому березі річки Куп'янка, нижче за течією примикає до міста Куп'янськ. До села примикає Куп'янський держлісрозплідник.

## Історія
1884 — дата заснування.
Під час організованого радянською владою Голодомору 1932—1933 років померло щонайменше 73 жителі села.
7 (20) листопада 1917 року, відповідно до Третього Універсалу Української Центральної Ради, увійшло до складу Української Народної Республіки.
До 2020 року входило до складу Кіндрашівської сільської ради.
12 червня 2020 року, відповідно до розпорядження Кабінету Міністрів України № 725-р «Про визначення адміністративних центрів та затвердження територій територіальних громад Харківської області», увійшло до складу Кіндрашівської сільської територіальної громади.
22 червня 2023 року рішенням №230 Національної комісії зі стандартів державної мови віднесено до списку населених пунктів, які «можуть не відповідати лексичним нормам української мови», зокрема стосуватися «російської імперської чи колоніальної політики». Громаді рекомендовано обґрунтувати доцільність збереження поточної назви або запропонувати нову назву в установленому законодавством порядку.
05 червня 2025 року відповідно до Постанови Верховної Ради України № 4483-IX село Московка було перейменовано на село Мирове. Постанова набула чинності 18 червня 2025 року.

## Об'єкти соціальної сфери
- Фельдшерсько-акушерський пункт.

## Постаті
- Широкий Геннадій В'ячеславович (1969—2018) — старший солдат Збройних сил України, учасник російсько-української війни.